# Sali Bashota
Sali Bashota, född den 31 augusti 1959 i Klina i Kosovo, är en albansk forskare och författare.
Sali Bashota genomgick sin grundskoleutbildning i Malishëva i Kosovo, avlade 1988 examen vid Pristinas universitet och anställdes som lektör vid samma universitet. Han var redaktör för en periodisk tidskrift innan han 2003 utnämndes direktör för Kosovos universitetsbibliotek. Hans verser är översatta till rumänska, tyska och engelska.

### Fotnoter
1. ↑  Bibliothèque nationale de France, BnF Catalogue général : öppen dataplattform, id-nummer i Frankrikes nationalbiblioteks katalog: 151131901, läst: 30 december 2019.[källa från Wikidata]
2. ↑  Bibliothèque nationale de France, BnF Catalogue général : öppen dataplattform, id-nummer i Frankrikes nationalbiblioteks katalog: 151131901, läst: 26 mars 2017.[källa från Wikidata]
3. 1 2  Tjeckiska nationalbibliotekets databas, NKC-ID: mzk2017965745, läst: 18 december 2022.[källa från Wikidata]